# Малавийско-южноафриканские отношения
Малавийско-южноафриканские отношения — двусторонние дипломатические отношения между Малави и Южно-Африканской Республикой (ЮАР). В 1967 году были установлены отношения ЮАР с Малави, ставшей первой независимой африканской страной с дипломатическими контактами с режимом апартеида. Страны являются членами Содружества наций.

## История
Колониальные структуры поставки малавийской рабочей силы на шахты ЮАР продолжились и после обретения Малави независимости в 1964 году. Во главе с президентом Хастингсом Бандой Малави была единственной африканской страной, поддерживающей тесные отношения с ЮАР до 1994 года, когда там был избран президентом Нельсон Мандела. Жители Малави были нужными рабочими на шахтах ЮАР из-за их навыков, трудовой дисциплины и отсутствия воинственности.
Малави была единственной страной в Африке, которая поддерживала дипломатические отношения с ЮАР в эпоху апартеида. В 1971 году Хастингс Банда стал первым чернокожим президентом, когда-либо посетившим ЮАР, и первым главой любого иностранного государства, после визита короля Великобритании Георга VI в 1947 году. Во время своего визита Хастингс Банда получил 21 оружейный салют и официальный приём президента Якобуса Йоханнеса Фуше. Белые студенты Стелленбосского университета аплодировали ему и приветствовали его.
В 1970 году после государственного визита премьер-министра ЮАР Бальтазара Форстера в Малави, Хастингс Банда, как сообщается, сказал: «Мы должны начать разговаривать друг с другом. Я еду в ЮАР. Вы приезжаете сюда. Я приглашаю ваших людей сюда, чтобы они смотрели, как живут люди здесь. Возможно, это не решит проблему сегодня, в следующем месяце, через пять, десять или даже двадцать лет. Но я искренне верю, что это, в конце концов, единственное решение». Его позиция по ЮАР заключалась в следующем: «Только такой контакт [между ЮАР и Малави] может открыть вашему народу, что есть цивилизованные люди, кроме белых». Однако его неизоляционистский подход к Национальной партии, управляемой правительством апартеида, отчуждал его от других африканских стран и панафриканских лидеров, которые только что обрели независимость. Посетив ЮАР, он бросил вызов 41 члену Организации африканского единства (ОАЕ). Правительственная газета Танзании призвала ОАЕ исключить Малави, чтобы изолировать Хастингса Банду и ещё больше отчуждать его от всех тех, кто верит в равенство людей. Кенийская газета «Daily Nation» считала, что его визит запустит череду дипломатических мероприятий, которые вполне могут свести на нет приверженность Африки освобождению миллионов чернокожих людей, которые всё ещё живут в условиях колониального или расистского подчинения, если другие африканские лидеры последуют этому примеру. В ответ Хастингс Банда назвал африканских лидеров лицемерами, подчеркнув, что они угнетают свой собственный народ, но проповедуют единство и равенство.
Во время переходного периода как для Малави (от однопартийной системы к многопартийной демократии), так и для ЮАР (переход от апартеида к многопартийной демократии) будущие отношения правительства между странами не были гладкими из-за прошлых отношений Малави с правительство апартеида. Некоторые лидеры движения против апартеида не поддерживали правительство Хастингса Банды и связи с Малави. ЮАР была крупнейшим торговым партнёром Малави и принимала многих малавийских рабочих, поэтому отношения с ЮАР по-прежнему были жизненно важны для Малави. С 1988 по 1992 год около 13 000 малавийских рабочих-мигрантов были насильственно репатриированы из ЮАР. Официальное объяснение этой репатриации заключалось в том, что 200 малавийцев дали положительный результат на ВИЧ за предыдущие два года; однако многие считают, что это произошло из-за необходимости сокращения рабочих мест во время кризиса в горнодобывающей промышленности ЮАР.
В представлении Комиссии по установлению истины и примирению президента ЮАР Фредерика Виллема де Клерка из Национальной партии утверждалось, что санкции и изоляция ЮАР со стороны международного сообщества были фактором в разрушении апартеида, но чаще всего, они служили скорее для замедления реформы, чем для их стимулирования. Де Клерк отмечал, что: «Правительство всегда было более склонно прислушиваться к советам стран, которые поддерживали с ним контакты, решение Малави отправить чёрных дипломатов в Преторию было гораздо более эффективным в разоблачении логических и логистических абсурдов апартеида, чем любое количество резолюций Организацией Объединённых Наций».
После того как в 1994 году в ЮАР и Малави прошли первые многопартийные демократические выборы, страны укрепили отношения. В 2008 году правительства двух стран подписали Меморандум о взаимопонимании, призванный укрепить отношения между государствами за счёт расширения сотрудничества в области безопасности. Отбор квалифицированной рабочей силы и выдача разрешений на работу в Малави стали проблематичными, поскольку ЮАР пыталась создать рабочие места для своих граждан.